# پیغام (فیلم)
«پیغام» (انگلیسی: Paigham) فیلمی هندی است که در سال ۱۹۵۹ منتشر شد. از بازیگران آن می‌توان به دیلیپ کومار، ویجینتی مالا و راج کومار اشاره کرد.